# Імпульсний стабілізатор напруги

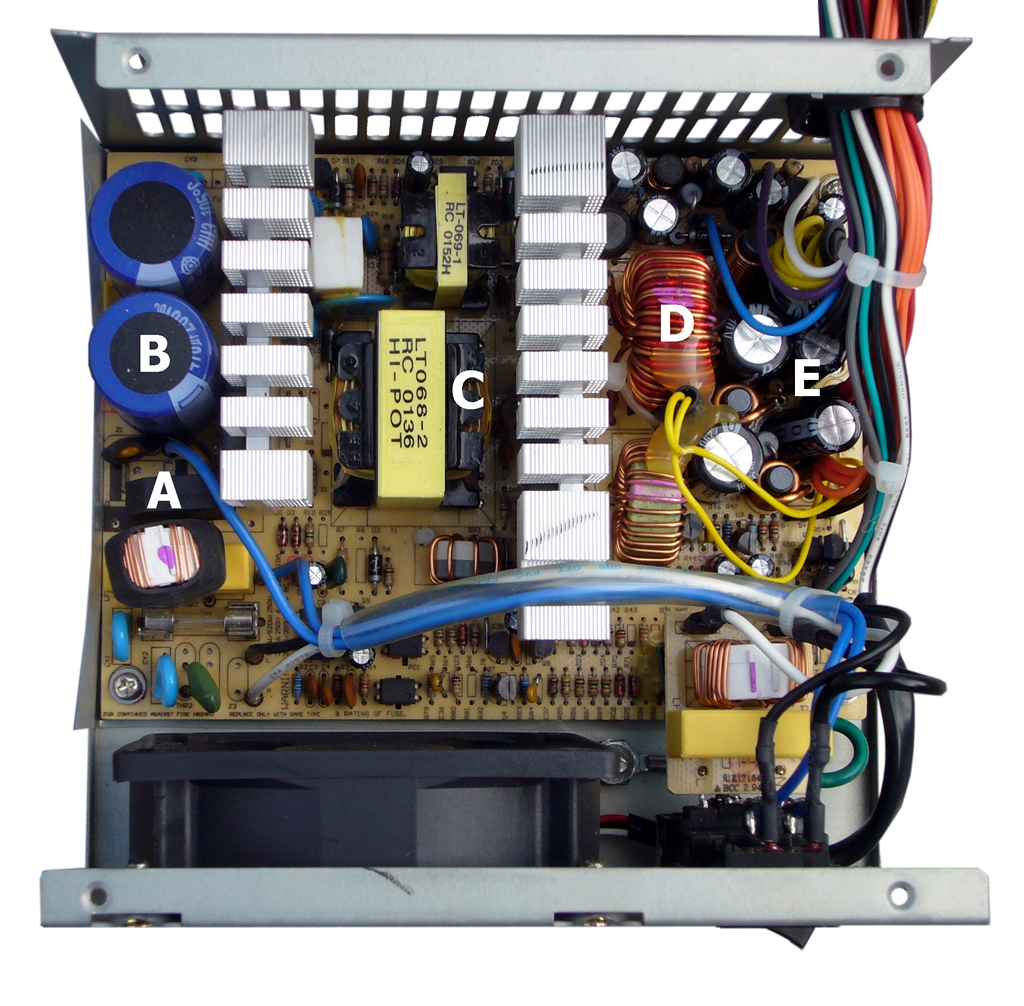
Імпульсний стабілізатор напруги персонального комп'ютера: A — вхідний випрямний міст та фільтр перешкод. B — конденсатори вхідного фільтра, правіше — радіатор високовольтних транзисторів. C — трансформатор, правіше — радіатор низьковольтних діодів. D — вихідний дросель. E — конденсатори вихідного фільтра. Нижче E — дросель та конденсатор вхідного фільтра на мережному роз'ємі

Імпульсний стабілізатор напруги (ключовий стабілізатор напруги) — це стабілізатор напруги, в якому регулювальний елемент працює в ключовому режимі, тобто більшу частину часу знаходиться або в режимі відсічення — коли його опір максимально великий, або в режимі насичення — коли його опір якнайменший.

## Спосіб роботи

### Безтрансформаторний стабілізатор зі зменшенням напруги
Окрім ключа S, найпростіша схема з дроселем L передбачає діод D і конденсатор C. Коли ключ S замикає коло, струм від джерела тече крізь дросель L в навантаження. ЕРС самоіндукції дроселя скерована проти напруги джерела напруги. В результаті напруга на опорі навантаження дорівнює різниці напруг джерела і ЕРС самоіндукції дроселя, струм крізь дросель росте, як і напруга на конденсаторі C і навантаженні. При розімкнутому ключі S, струм продовжує текти крізь дросель в тому ж напрямку як і крізь діод D та навантаження, а також конденсатор C. ЕРС самоіндукції прикладена до опору R крізь діод D, струм крізь дросель зменшується, як і напруга на конденсаторі C і на навантаженні.
Як перемикач S, може бути використаний польовий чи біполярний транзистор, або тиристор. Напруга на опорі навантаження не може перевищувати напругу джерела.

### Безтрансформаторний стабілізатор з підвищенням напруги
В цій схемі перемикальний елемент S увімкнутий після дроселя. Коли він замкнений, струм від джерела тече крізь дросель L; струм крізь нього збільшується, в ньому накопичується енергія. У разі роз'єднання кола струм від джерела тече крізь дросель L, діод D і опір навантаження. Напруга джерела і ЕРС самоіндукції дроселя прикладені в одному напрямку і сумуються на опорі навантаження. Струм поступово зменшується, дросель віддає енергію в навантаження. Поки перемикач замкнутий, навантаження живиться напругою конденсатора C. Діод D не дає йому розрядитися крізь ключ S.

### Трансформаторний імпульсний стабілізатор

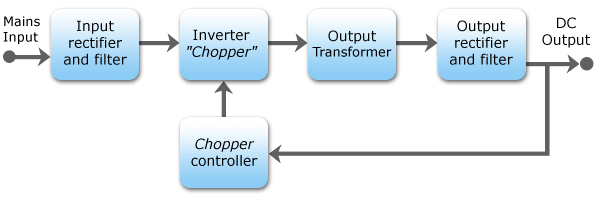
Блок-схема імпульсного стабілізатора напруги

Спрощена принципова схема імпульсного стабілізатора напруги з блоком порівняння на операційному підсилювачі

Трансформаторний імпульсний стабілізатор включає (див. Блок-схему імпульсного стабілізатора напруги):
- випрямляч змінного струму побутової частоти (50 або 60 Гц) з накопичувальним конденсатором значної ємності;
- інвертор — перетворює постійний струм на змінний високої частоти (зазвичай у межах 10-100 кГц);
- схему керування інвертором, яка забезпечує стабілізацію вихідної напруги (в окремих випадках також захист, спеціальні режими пуску тощо).
- високочастотний вихідний трансформатор для гальванічної розв'язки та пониження напруги з інвертора до необхідного рівня або рівнів;
- вихідний випрямляч із фільтром (може бути кілька).

Змінна напруга електричної мережі (залежно від регіону світу між 100—240В і 50-60Гц) випрямляється на вхідному діодному мосту і згладжується конденсатором великої ємності, після чого подається на високочастотний інвертор. Регулювання вихідної напруги відбувається шляхом широтно-імпульсної мудуляції в схемі управління — порівнянням вихідної напруги з пилкоподібними імпульсами. При цьому час, поки ключ виявляється закритим, виявляється пропорційним вихідній напрузі, і таким чином зміна енергії в вихідному високочастотному трансформаторі забезпечує стабілізацію вихідної напруги стабілізатора.

### Переваги та недоліки імпульсного стабілізатора напруги
У порівнянні зі стабілізатором напруги на силовому трансформаторі імпульсний стабілізатор має наступні переваги:
- вхідний конденсатор працює при напрузі, яка становить {\displaystyle U_{c}=1.41U_{in}}, де {\displaystyle U_{in}} — напруга в мережі (для мережі 220 В напруга на конденсаторі становить близько 310 В). Зважуючи на те, що енергія конденсатора пропорційна квадрату напруги {\displaystyle E=(CU^{2})/2}, конденсатор здатен запасати значну енергію при відносно невеликій ємності;
- розсіювана на ключовому елементі інвертора потужність складає {\displaystyle P=UI}. Зважаючи на те, що цей елемент більшу частину часу знаходиться або в режимі малого струму (коли він закритий), або в режимі малої напруги (коли відкритий), розсіювана на ключі потужність є незначною;
- вихідний трансформатор та вихідні фільтри працюють на високій частоті, тож їх розміри можуть бути незначними.

Як наслідок, імпульсні стабілізатори напруги мають високий ККД за невеликих розмірів, ваги і вартості.
Вадою таких стабілізаторів є значне високочастотне випромінювання і, як наслідок, потреба екранування в чутливих пристроях. Крім того, на виході стабілізатора можуть бути присутні пульсації, які виникають через високочастотні наведення від трансформатора та з'єднувальних провідників.

## Різновиди
За співвідношенням вхідної та вихідної напруги:
- знижувальні;
- підвищувальні;
- з довільною зміною напруги;
- інвертори.

За типом ключового елемента:
- на польових транзисторах;
- на тиристорах;
- на біполярних транзисторах.

Інтегруючим елементом може бути:
- дросель;
- конденсатор;
- акумулятор.

Залежно від способу роботи поділяються на:
- на основі широтно-імпульсної модуляції:
- двопозиційні (або релейні).

## Застосування
Імпульсні блоки живлення майже повністю замінили блоки живлення на силовому трансформаторі. Вони використовуються майже в усіх пристроях, приєднуваних до побутової мережі напруги: телевізорах, комп'ютерах, аксесуарах тощо.